# Ny museipolitik
Ny museipolitik (SOU 2015:89 ) är en statlig utredning i Sverige, som lades fram i oktober 2015.
Utredningsman var Clas-Uno Frykholm. Utredningens uppdrag var att se över den svenska statliga museipolitiken. Den föreslår att en museilag införs med klargörande av museernas ansvar och ändamål.
Det föreslås också att Riksutställningar avvecklas och att en ny statlig myndighet bildas, med arbetsnamnet Myndigheten för museer och utställningar.